# Després de tancar
"Després de tancar" (títol original en anglès "The After Hours") és el trenta-quatrè episodi de la sèrie de televisió d'antologia La Dimensió Desconeguda, Es va emetre originalment el 10 de juny de 1960 a CBS. Ha estat doblat al català i emès per TV3.

## Narració d'obertura
Quan Marsha és a l'ascensor, escoltem la primera part de la narració:
| « | Ascensor ràpid al novè pis d'uns grans magatzems, que porta a la senyoreta Marsha White en un encàrrec habitual, normal i prosaic. | » |

Després que Marsha surti de l'ascensor, la narració es reprèn:
| « | La senyoreta Marsha White al novè pis, departament d'especialitats, busca un didal d'or. El més probable és que el trobi, però encara hi ha millors probabilitats que trobi una altra cosa, perquè això no és només un gran magatzem. Això passa a ser la Dimensió Desconeguda. | » |

## Argument
Marsha White, buscant un regal per a la seva mare en un grans magatzems, decideix un didal daurat. Una multitud de gent està esperant l'ascensor. S'adona que un altre ascensor està buit. L'ascensor masculí li informa que els didals es troben al novè pis. A mesura que l'ascensor puja, l'indicador de planta només mostra vuit plantes. Quan la Marsha surt al novè pis fosc i buit, una venedora la porta a l'únic article que hi ha a terra: un didal d'or. La Marsha està desconcertada i inquieta pel comportament de l'operador de l'ascensor i de la venedora, que sap el seu nom. La venedora li pregunta a la Marsha si està contenta; La Marsha respon que no és cosa seva i se'n va. Mentre Marsha baixa l'ascensor, s'adona que el didal està ratllat i abonyegat; l'ascensor la dirigeix al departament de reclamacions del tercer pis.
Li diu al supervisor de vendes i al gerent de la botiga que va comprar l'article al novè pis. No la creuen, dient-li que no hi ha novè pis. No té cap prova de la transacció, ja que va pagar en efectiu i no té cap rebut. Aleshores, Marsha creu que veu a la venedora i es sorprèn al descobrir que la figura és en realitat un maniquí. Mentre roman a una oficina per recuperar-se del xoc, Marsha es tanca accidentalment a la botiga després d'unes hores. Buscant una sortida, s'alarma per les veus que la criden i pels moviments subtils que fan els maniquís que l'envolten. Deambulant pel pis, enderroca el maniquí mariner, a qui reconeix com a operador de l'ascensor.
Ella fuig cap enrere cap a l'ascensor ara obert, que la porta de nou al novè pis. Allà s'adona gradualment que el "novè pis" és una zona d'emmagatzematge ocupada per maniquís pensants i animats. Amb l'ànim suau dels maniquís, finalment accepta que ella mateixa també és un maniquí. Els maniquís es tornen, un a un, per viure entre humans durant un mes. La Marsha havia gaudit tant de la seva estada entre "els forasters", que havia oblidat la seva identitat i va tornar amb un dia de retard. El següent maniquí de la fila, la venedora, perdona a Marsha la seva tardança i després marxa de la botiga per prendre el seu torn. Mentre els altres maniquís s'acomiaden de la venedora, el mariner li pregunta a Marsha si va gaudir del seu temps entre humans; ella diu amb dolçor i tristor que sí.
L'endemà, el supervisor de vendes fa les seves rondes matinals al pis de vendes i fa una doble presa en passar el maniquí de Marsha exposat.

## Narració de cloenda
| « | Marsha White, en el seu estat normal i natural, una dama de fusta amb la cara pintada que, un mes a l'any, pren les característiques d'algú tan normal i de carn i ossos com tu i jo. et fa preguntar-te, oi, només "que normals" som? Només "qui són" les persones a les quals assentem amb el cap mentre passem pel carrer? Una bona pregunta per fer. . . especialment a la Dimensió Desconeguda. | » |

## Repartiment
- Anne Francis com a Marsha White
- Elizabeth Allen com a venedora
- James Millhollin com el Sr. Armbruster
- John Conwell com a Elevator Man
- Patrick Whyte com el Sr. Sloan
- Nancy Rennick com la Sra Keevers